# Liste der Baudenkmale in Lübz
In der Liste der Baudenkmale in Lübz sind alle Baudenkmale der Stadt Lübz im Landkreis Ludwigslust-Parchim aufgelistet (Stand: 17. August 2009).

## Legende
In den Spalten befinden sich folgende Informationen:
- ID-Nr: Die Nummer wird von den Denkmalämtern der Landkreise vergeben. Wenn sie nicht bekannt ist, bleibt die Spalte leer. In dieser Spalte kann sich zusätzlich das Wort Wikidata befinden, der entsprechende Link führt zu Angaben zu diesem Denkmal bei Wikidata.
- Lage: die Adresse des Denkmales und die geographischen Koordinaten.
Link zu einem Kartenansichtstool, um Koordinaten zu setzen. In der Kartenansicht sind Denkmale ohne Koordinaten mit einem roten bzw. orangen Marker dargestellt und können in der Karte gesetzt werden. Denkmale ohne Bild sind mit einem blauen bzw. roten Marker gekennzeichnet, Denkmale mit Bild mit einem grünen bzw. orangen Marker.
- Bezeichnung: Bezeichnung, so wie sie in den offiziellen Listen der Denkmalämter steht. Ein Link hinter der Bezeichnung führt zum Wikipedia-Artikel über das Denkmal. Wenn die Bezeichnung der Denkmalämter inhaltlich fehlerhaft ist, ist in der Spalte „Beschreibung“ darauf hinzuweisen.
- Beschreibung: Beschreibung des Denkmales
- Bild: ein Bild des Denkmales und gegebenenfalls einen Link zu weiteren Fotos des Denkmals im Medienarchiv Wikimedia Commons

## Denkmale nach Ortsteilen

### Bobzin
| ID | Lage                      | Bezeichnung                  | Beschreibung | Bild     |
| -- | ------------------------- | ---------------------------- | ------------ | -------- |
|    | Am Dorfteich 14 (Karte)   | Gutshaus, Schmiede, Stall    |              |          |
|    | Bobziner Schleuse (Karte) | Wohnhaus mit 2 Nebengebäuden |              |          |
|    | Bobziner Schleuse         | Schleuse                     |              | Schleuse |
|    | Bobziner Schleuse         | Kraftwerk                    |              |          |

### Broock
| ID | Lage                  | Bezeichnung                           | Beschreibung | Bild                                  |
| -- | --------------------- | ------------------------------------- | ------------ | ------------------------------------- |
|    | (Karte)               | Kirche mit Trockenmauer               |              | Kirche mit Trockenmauer               |
|    | Friedhof (Karte)      | Kriegerdenkmal 1914/18                |              | Kriegerdenkmal 1914/18                |
|    | Dorfstraße            | Gedenkstein für die Kollektivierung   |              | Gedenkstein für die Kollektivierung   |
|    | Dorfstraße            | Friedrich-Franz-Gedenkstein mit Linde |              | Friedrich-Franz-Gedenkstein mit Linde |
|    | Dorfstraße (Karte)    | Spritzenhaus mit Turm                 |              | Spritzenhaus mit Turm                 |
|    | Dorfstraße 30 (Karte) | Wohnhaus und Einfriedung              |              | Wohnhaus und Einfriedung              |

### Burow
| ID | Lage                                            | Bezeichnung                           | Beschreibung | Bild                   |
| -- | ----------------------------------------------- | ------------------------------------- | ------------ | ---------------------- |
|    | (Karte)                                         | Kirche, Trockenmauer, 2 Friedhofstore |              |                        |
|    | Dorfstraße 22 (Karte)                           | Bauernhaus                            |              |                        |
|    | Dorfstraße, Kreuzung Siggelkower Straße (Karte) | Kriegerdenkmal 1914/18                |              | Kriegerdenkmal 1914/18 |
|    | Ortsausgang nach Siggelkow                      | Wegweiser                             |              |                        |
|    | südöstlich Schwarzer Berg                       | Wegweiser                             |              |                        |

### Gischow
| ID | Lage                      | Bezeichnung                                    | Beschreibung | Bild                    |
| -- | ------------------------- | ---------------------------------------------- | ------------ | ----------------------- |
|    | (Karte)                   | Kirche mit Trockenmauer                        |              | Kirche mit Trockenmauer |
|    | Hauptstraße 11 (Karte)    | Wohnhaus mit Stall und Scheune                 |              |                         |
|    | Hauptstraße 18 (Karte)    | Wohnhaus                                       |              |                         |
|    | Hauptstraße 19 (Karte)    | Bauernhof mit Wohnhaus, Stall und Stallscheune |              |                         |
|    | Hauptstraße 20 (Karte)    | Wohnhaus                                       |              |                         |
|    | Hauptstraße, neben Nr. 20 | Maschinenhalle                                 |              |                         |

### Lübz
| ID | Lage                            | Bezeichnung                                                                                    | Beschreibung | Bild                                                                                           |
| -- | ------------------------------- | ---------------------------------------------------------------------------------------------- | --- | ---------------------------------------------------------------------------------------------- |
|    | (Karte)                         | Kirche, Mauer, Portal                                                                          | | Kirche, Mauer, Portal                                                                          |
|    | Am Hafen (Karte)                | Speicher                                                                                       | |                                                                                                |
|    | Am Kirchberge 1 (Karte)         | Wohnhaus und Hofgebäude                                                                        | | Wohnhaus und Hofgebäude                                                                        |
|    | Am Markt (Karte)                | Amtsturm, Verbindungstrakt, Mauer und Garten mit Sonnenuhr und Brunnen mit Schirmkinderplastik | | Amtsturm, Verbindungstrakt, Mauer und Garten mit Sonnenuhr und Brunnen mit Schirmkinderplastik |
|    | Am Markt (Karte)                | Brunnen Schirmkinder                                                                           | von Bildhauer: Genschow | Brunnen Schirmkinder                                                                           |
|    | Am Markt 1 (Karte)              | Wohn- und Geschäftshaus                                                                        | |                                                                                                |
|    | Am Markt 2 (Karte)              | Wohn- und Geschäftshaus                                                                        | |                                                                                                |
|    | Am Markt 10 (Karte)             | Wohn- und Geschäftshaus                                                                        | |                                                                                                |
|    | Am Markt 11 (Karte)             | Wohn- und Geschäftshaus                                                                        | | Wohn- und Geschäftshaus                                                                        |
|    | Am Markt 12 (Karte)             | Wohn- und Geschäftshaus                                                                        | | Wohn- und Geschäftshaus                                                                        |
|    | Am Markt 13 (Karte)             | Hotel mit Gedenktafel                                                                          | | Hotel mit Gedenktafel                                                                          |
|    | Am Markt 22 (Karte)             | Rathaus                                                                                        | | Rathaus                                                                                        |
|    | Am Markt 23 (Karte)             | 2 Amtshäuser                                                                                   | |                                                                                                |
|    | Am Wasserturm (Karte)           | Wasserturm und Pumpenhaus                                                                      | |                                                                                                |
|    | Bahnhofstraße 1 (Karte)         | Villa                                                                                          | |                                                                                                |
|    | Bahnhofstraße 2 (Karte)         | Villa                                                                                          | |                                                                                                |
|    | Bahnhofstraße 4 (Karte)         | Villa                                                                                          | |                                                                                                |
|    | Bergstraße 44 (Karte)           | Wohn- und Geschäftshaus                                                                        | |                                                                                                |
|    | Bobziner Weg 13 (Karte)         | Villa (Sägerei)                                                                                | |                                                                                                |
|    | Eisenbeissstraße 18 (Karte)     | Wohnhaus                                                                                       | | Wohnhaus                                                                                       |
|    | Eisenbeissstraße 26 (Karte)     | ehemalige Brauereivilla                                                                        | |                                                                                                |
|    | An der Elde 8 (Karte)           | Wohnhaus                                                                                       | |                                                                                                |
|    | Friedhof (Karte)                | Friedhofskapelle                                                                               | |                                                                                                |
|    | Friedhof                        | ODF-Gedenkstätte                                                                               | |                                                                                                |
|    | Goldberger Straße 5 (Karte)     | Fabrik auf dem Hof                                                                             | |                                                                                                |
|    | Goldberger Straße 6 (Karte)     | Wohn- und Geschäftshaus                                                                        | |                                                                                                |
|    | Goldberger Straße 7 (Karte)     | Wohn- und Geschäftshaus                                                                        | |                                                                                                |
|    | Goldberger Straße 8 (Karte)     | Wohn- und Geschäftshaus                                                                        | |                                                                                                |
|    | Goldberger Straße 9 (Karte)     | Wohnhaus                                                                                       | |                                                                                                |
|    | Goldberger Straße 10 (Karte)    | Wohnhaus                                                                                       | |                                                                                                |
|    | Goldberger Straße 13 (Karte)    | Wohnhaus                                                                                       | |                                                                                                |
|    | Goldberger Straße 16 (Karte)    | Wohnhaus                                                                                       | |                                                                                                |
|    | Goldberger Straße 17 (Karte)    | Wohn- und Geschäftshaus                                                                        | |                                                                                                |
|    | Goldberger Straße 18 (Karte)    | Wohn- und Geschäftshaus                                                                        | |                                                                                                |
|    | Goldberger Straße 19 (Karte)    | Wohn- und Geschäftshaus                                                                        | |                                                                                                |
|    | Goldberger Straße 20 (Karte)    | Wohn- und Geschäftshaus                                                                        | |                                                                                                |
|    | Grevener Straße 7 (Karte)       | Bahnwärterhaus                                                                                 | | Bahnwärterhaus                                                                                 |
|    | Grevener Straße 18 (Karte)      | Villa                                                                                          | |                                                                                                |
|    | Im Tiefen Tal 7 (Karte)         | Wohnhaus                                                                                       | |                                                                                                |
|    | Im Tiefen Tal 10 (Karte)        | Wohnhaus                                                                                       | |                                                                                                |
|    | Jahnstraße 2 (Karte)            | Villa                                                                                          | |                                                                                                |
|    | Kleine Friedhofstraße 1 (Karte) | Wohnhaus                                                                                       | |                                                                                                |
|    | Kleine Friedhofstraße 2 (Karte) | Wohnhaus                                                                                       | |                                                                                                |
|    | Kreiener Straße                 | Kopfsteinpflasterung                                                                           | |                                                                                                |
|    | Kreiener Straße                 | Kriegerdenkmal 1939/45                                                                         | |                                                                                                |
|    | Kreiener Straße (Karte)         | Friedhof, Portal, Mauer                                                                        | |                                                                                                |
|    | Kreiener Straße                 | Scheunen 5x                                                                                    | |                                                                                                |
|    | Kreiener Straße 3 (Karte)       | Wohnhaus                                                                                       | |                                                                                                |
|    | Kreiener Straße 5 (Karte)       | Wohnhaus                                                                                       | |                                                                                                |
|    | Kreiener Straße 9 (Karte)       | Wohnhaus                                                                                       | |                                                                                                |
|    | Kreiener Straße 13 (Karte)      | Wohnhaus                                                                                       | |                                                                                                |
|    | Kreiener Straße 15 (Karte)      | Wohnhaus                                                                                       | |                                                                                                |
|    | Kreiener Straße 40/40a (Karte)  | Wohnhaus                                                                                       | |                                                                                                |
|    | Kreiener Straße 60 (Karte)      | Katholische Kirche                                                                             | |                                                                                                |
|    | Lindenstraße 1 (Karte)          | Wohn- und Geschäftshaus                                                                        | |                                                                                                |
|    | LSG Neuer Teich (Karte)         | Gedenkstätte 1914/18                                                                           | | Gedenkstätte 1914/18                                                                           |
|    | Marienstraße 9 (Karte)          | Wohnhaus                                                                                       | | Wohnhaus                                                                                       |
|    | Marienstraße 36 (Karte)         | Wohnhaus                                                                                       | |                                                                                                |
|    | Am Markt (Karte)                | Kriegerdenkmal 1870/71 (Reliefs von Ludwig Brunow)                                             | | Kriegerdenkmal 1870/71 (Reliefs von Ludwig Brunow)                                             |
|    | Molkereistraße 35 (Karte)       | Bahnhof                                                                                        | | Bahnhof                                                                                        |
|    | Mühlenstraße (Karte)            | Schleuse                                                                                       | |                                                                                                |
|    | Mühlenstraße 3 (Karte)          | Wohn- und Geschäftshaus                                                                        | | Wohn- und Geschäftshaus                                                                        |
|    | Mühlenstraße 4 (Karte)          | Wohn- und Geschäftshaus                                                                        | | Wohn- und Geschäftshaus                                                                        |
|    | Mühlenstraße 5 (Karte)          | Wohn- und Geschäftshaus                                                                        | |                                                                                                |
|    | Mühlenstraße 6 (Karte)          | Wohn- und Geschäftshaus                                                                        | |                                                                                                |
|    | Mühlenstraße 7 (Karte)          | Wohn- und Geschäftshaus                                                                        | |                                                                                                |
|    | Mühlenstraße 11 (Karte)         | Wohn- und Geschäftshaus                                                                        | | Wohn- und Geschäftshaus                                                                        |
|    | Mühlenstraße 14 (Karte)         | Wohnhaus                                                                                       | | Wohnhaus                                                                                       |
|    | Mühlenstraße 15 (Karte)         | Post                                                                                           | |                                                                                                |
|    | Mühlenstraße 16 (Karte)         | Wohn- und Geschäftshaus                                                                        | |                                                                                                |
|    | Mühlenstraße 21 (Karte)         | Wohn- und Geschäftshaus                                                                        | |                                                                                                |
|    | Mühlenstraße 22 (Karte)         | Wohn- und Geschäftshaus                                                                        | | Wohn- und Geschäftshaus                                                                        |
|    | Mühlenstraße 23 (Karte)         | Wohn- und Geschäftshaus                                                                        | |                                                                                                |
|    | Mühlenstraße 25 (Karte)         | Sparkasse, ehem.                                                                               | |                                                                                                |
|    | Mühlenstraße 26 (Karte)         | Wassermühle mit Mahlwerken (3), Turbinen (2), Wehr, Brücke                                     | |                                                                                                |
|    | Parchimer Straße 1 (Karte)      | Kaufhaus                                                                                       | |                                                                                                |
|    | Parchimer Straße 2 (Karte)      | Wohn- und Geschäftshaus                                                                        | | Wohn- und Geschäftshaus                                                                        |
|    | Parchimer Straße 3 (Karte)      | Wohn- und Geschäftshaus                                                                        | |                                                                                                |
|    | Parchimer Straße 8 (Karte)      | Ackerbürgerhaus                                                                                | |                                                                                                |
|    | Parchimer Straße 9 (Karte)      | Wohnhaus                                                                                       | | Wohnhaus                                                                                       |
|    | Parchimer Straße 11 (Karte)     | Wohnhaus                                                                                       | | Wohnhaus                                                                                       |
|    | Parchimer Straße 12 (Karte)     | Wohnhaus                                                                                       | |                                                                                                |
|    | Parchimer Straße 13 (Karte)     | Wohnhaus                                                                                       | | Wohnhaus                                                                                       |
|    | Parchimer Straße 28 (Karte)     | Wohnhaus                                                                                       | | Wohnhaus                                                                                       |
|    | Parchimer Straße 30 (Karte)     | Wohnhaus                                                                                       | |                                                                                                |
|    | Parchimer Straße 33 (Karte)     | Haustür mit Oberlicht                                                                          | |                                                                                                |
|    | Pfarrstraße 1 (Karte)           | Pfarrhaus                                                                                      | | Pfarrhaus                                                                                      |
|    | Plauer Chaussee 2 (Karte)       | Villa                                                                                          | |                                                                                                |
|    | Plauer Chaussee 3 (Karte)       | Villa                                                                                          | |                                                                                                |
|    | Plauer Chaussee 4 (Karte)       | Wohnhaus                                                                                       | |                                                                                                |
|    | Plauer Chaussee 8 (Karte)       | Villa                                                                                          | |                                                                                                |
|    | Plauer Straße 1/2 (Karte)       | Wohn- und Geschäftshaus mit Hofbebauung                                                        | |                                                                                                |
|    | Plauer Straße 3 (Karte)         | Wohnhaus                                                                                       | |                                                                                                |
|    | Plauer Straße 6 (Karte)         | Wohn- und Geschäftshaus                                                                        | |                                                                                                |
|    | Plauer Straße 9 (Karte)         | Forsthaus, Mauer, Wirtschaftsgebäude                                                           | | Forsthaus, Mauer, Wirtschaftsgebäude                                                           |
|    | Plauer Straße 28 (Karte)        | Filmtheater                                                                                    | |                                                                                                |
|    | Plauer Straße 44 (Karte)        | Wohnhaus                                                                                       | |                                                                                                |
|    | Plauer Straße 48 (Karte)        | Wohnhaus                                                                                       | | Wohnhaus                                                                                       |
|    | Plauer Straße 51 (Karte)        | Wohn- und Geschäftshaus                                                                        | | Wohn- und Geschäftshaus                                                                        |
|    | Sägemühlenbrücke (Karte)        | Trafohaus                                                                                      | |                                                                                                |
|    | Sägemühlenbrücke 1 (Karte)      | Weberhof                                                                                       | |                                                                                                |
|    | Schulstraße 1 (Karte)           | Wohn- und Geschäftshaus, Hofbebauung                                                           | | Wohn- und Geschäftshaus, Hofbebauung                                                           |
|    | Schulstraße 2 (Karte)           | Wohnhaus                                                                                       | |                                                                                                |
|    | Schulstraße 5 (Karte)           | Wohnhaus                                                                                       | | Wohnhaus                                                                                       |
|    | Schulstraße 6 (Karte)           | Wohnhaus                                                                                       | | Wohnhaus                                                                                       |
|    | Schulstraße 7 (Karte)           | Wohnhaus                                                                                       | | Wohnhaus                                                                                       |
|    | Schulstraße 8 (Karte)           | Schule, ehem.                                                                                  | | Schule, ehem.                                                                                  |
|    | Schulstraße 9 (Karte)           | Wohn- und Geschäftshaus, Anbau, Toreinfahrt                                                    | | Wohn- und Geschäftshaus, Anbau, Toreinfahrt                                                    |
|    | Schützenplatz 1 (Karte)         | Saal des Schützenhauses                                                                        | |                                                                                                |
|    | Schützenplatz 2 (Karte)         | Turnhalle                                                                                      | |                                                                                                |
|    | Schützenplatz (Karte)           | Planetarium                                                                                    | |                                                                                                |
|    | Schützenstraße 14 (Karte)       | Wohn- und Geschäftshaus mit Anbauten                                                           | |                                                                                                |
|    | Schützenstraße 31 (Karte)       | Jüdischer Friedhof                                                                             | Die Gründungszeit des Friedhofes fällt in die Zeit kurz nach 1823. Der älteste erhaltene Grabstein datiert von 1839, der jüngste von 1934. | Jüdischer Friedhof                                                                             |
|    | Stiftstraße 3 (Karte)           | Fabrik                                                                                         | |                                                                                                |
|    | Stiftstraße 4 (Karte)           | Fabrik                                                                                         | |                                                                                                |
|    | Stiftstraße 11 (Karte)          | Wohnhaus                                                                                       | |                                                                                                |
|    | Stiftstraße 1 (Karte)           | Sophienstift: Kapelle, Wohntrakt, Gedenkstein                                                  | | Sophienstift: Kapelle, Wohntrakt, Gedenkstein                                                  |
|    | Werderstraße                    | Speicher                                                                                       | |                                                                                                |
|    | Ziegenmarkt (Karte)             | Wehr                                                                                           | |                                                                                                |
|    | Ziegenmarkt 1 (Karte)           | Wohn- und Geschäftshaus                                                                        | |                                                                                                |
|    | Ziegenmarkt 2 (Karte)           | Wohn- und Geschäftshaus                                                                        | |                                                                                                |
|    | Ziegenmarkt 7 (Karte)           | Wohn- und Geschäftshaus, Speicher                                                              | | Wohn- und Geschäftshaus, Speicher                                                              |
|    | Ziegenmarkt 10 (Karte)          | Wohn- und Geschäftshaus, Speicher                                                              | | Wohn- und Geschäftshaus, Speicher                                                              |

### Lutheran
| ID | Lage                            | Bezeichnung             | Beschreibung | Bild                    |
| -- | ------------------------------- | ----------------------- | ------------ | ----------------------- |
|    | (Karte)                         | Kirche mit Trockenmauer |              | Kirche mit Trockenmauer |
|    | Hauptstraße 18 (Karte)          | Küsterhaus, ehem.       |              |                         |
|    | Hauptstraße 40                  | Chausseehaus mit Stall  |              |                         |
|    | Hauptstraße, neben Nr. 47       | Kriegerdenkmal 1914/18  |              | Kriegerdenkmal 1914/18  |
|    | Klein Niendorfer Weg 34 (Karte) | Wohnhaus und 2 Scheunen |              |                         |

### Ruthen
| ID | Lage                    | Bezeichnung | Beschreibung | Bild     |
| -- | ----------------------- | ----------- | ------------ | -------- |
|    | Zum Weinberg 19 (Karte) | Wohnhaus    |              | Wohnhaus |

### Wessentin
| ID | Lage                           | Bezeichnung | Beschreibung | Bild           |
| -- | ------------------------------ | ----------- | --- | -------------- |
|    | B191 (südl. des Ortes) (Karte) | Meilenstein | Mecklenburg-Schweriner Ganzmeilenobelisk Wessentin / Barkow an der B191 zwischen Wessentin und Barkow in Lübz OT Wessentin | Weitere Bilder |

## Ehemalige Denkmale

### Ruthen
| ID | Lage                    | Bezeichnung | Beschreibung | Bild     |
| -- | ----------------------- | ----------- | ------------ | -------- |
|    | Zum Weinberg 18 (Karte) | Gutshaus    |              | Gutshaus |